# Ithiel Town
Ithiel Town (Thompson, 3 ottobre 1784 – New Haven, 13 giugno 1844) è stato un architetto statunitense.
Fu tra i primi a partecipare al movimento artistico del Neogotico negli Stati Uniti, anche se il suo nome è legato anche all'architettura neoclassica e allo stile neoegiziano. Si fece una fama anche come ingegnere civile costruendo e brevettando nuove strutture portanti per ponti. Tra le sue opere principali si ricorda il Campidoglio di New Haven (città natale di George W. Bush).

## Pubblicazioni maggiori
- Ithiel Town, Description of his Improvements in the Construction of Bridges, Salem, 1821.
- Ithiel Town, A Detail of Some Particular Services Performed in America, During the Years 1776, 1777, 1778, and 1779 (...) , New York, 1835.
- Ithiel Town, Atlantic Steamships. Ideas and Statements, The Result of Considerable Reflection on the Subject of Navigating the Atlantic Ocean with Steam-Ships of Large Tonnage., Wiley & Putnam/J. P. Wright, New York, 1838.